# Május 26.
Május 26. az év 146. (szökőévben 147.) napja a Gergely-naptár szerint. Az évből még 219 nap van hátra.
Névnapok: Evelin, Fülöp + Aladár, Berengár, Elektra, Evangelina, Filip, Godó, Gyöngyvér, Nyék, Szemere

## Események
- 1751 – A Varasd vármegyei Hrasina község egén felrobbanó tűzgömb (Hrasinai meteorit) két darabja a település határában ér földet.[1]
- 1849 – Dzsombe Szudi királynőt (szultánát) Mohéli (Comore-szigetek) székhelyén, Fomboniban megkoronázzák.
- 1972 – Aláírják az 1972. október 3-án hatályba lépő SALT–1 szerződést.
- 1980 – Farkas Bertalan, az első magyar űrhajós a Szojuz–36 fedélzetén elindul a világűrbe.
- 1982 – Az Aston Villa futball klub története során először nyeri a BEK-et a Bayern München ellen – Rotterdamban – 1-0-ra.
- 1983 – Elindul az ESA első röntgentartományban kutató műholdja, az EXOSAT.
- 1986 – Az Európai Gazdasági Közösség elfogadja jelképéül az európai zászlót.
- 1999 – Barcelonában rendezik meg a Bajnokok ligája döntőjét, ahol drámai körülmények között a Manchester United FC legyőzi a FC Bayern Münchent.
- 2006 – Gyurcsány Ferenc záróbeszédet mond az MSZP frakció zárt balatonőszödi ülésén, melyen alpári kifejezéseket használva elmarasztalja kormánya teljesítményét. A beszéd csak szeptember 17-én kerül nyilvánosságra.
- 2002 – Az Arkansas folyóba omlik egy autópályahíd, miután nekiütközik egy uszály; 13 halottat emelnek ki a folyóba zuhant gépkocsikból.
- 2011 – A szerb biztonsági szolgálat letartóztatja a vajdasági Nagybecskerek közelében található Lázárföldön, egyik rokona családi házában Ratko Mladicsot, az egykori boszniai szerb hadsereg népirtással vádolt főparancsnokát.[2]
- 2011 – Elindul a Vendéglő a Világ Végén internetes rádió.

## Sportesemények
Formula–1
- 1958 –  holland nagydíj, Zandvoort - Győztes: Stirling Moss  (Vanwall)
- 1963 –  monacói nagydíj, Monte Carlo - Győztes: Graham Hill  (BRM)
- 1968 –  monacói nagydíj, Monte Carlo - Győztes: Graham Hill  (Lotus Ford)
- 1974 –  monacói nagydíj, Monte Carlo - Győztes: Ronnie Peterson  (Lotus Ford)
- 2002 –  monacói nagydíj, Monte Carlo - Győztes: David Coulthard  (McLaren Mercedes)
- 2013 –  monacói nagydíj, Monte Carlo - Győztes: Nico Rosberg  (Mercedes)
- 2019 –  monacói nagydíj, Monte Carlo - Győztes: Lewis Hamilton  (Mercedes)

Labdarúgás – UEFA-bajnokok ligája-döntő
- 2018 –  Olimpiai Stadion, Kijev, Real Madrid CF - Liverpool FC 3–1

## Születések
- 1478 – VII. Kelemen pápa († 1534)
- 1556 – III. Mehmed az Oszmán Birodalom 13. szultánja († 1603)
- 1667 – Abraham de Moivre francia matematikus († 1754)
- 1857 – ifjabb Szinnyei József nyelvész, egyetemi tanár, a Magyar Tudományos Akadémia rendes tagja († 1943)
- 1867 – Jakabházy Zsigmond farmakológus, orvos, az MTA tagja († 1945)
- 1877 – Isadora Duncan amerikai táncosnő († 1927)
- 1885 – Zimmer Ferenc magyar újságíró, szerkesztő († 1961)
- 1894 – Lukács Pál magyar származású Oscar- és Golden Globe-díjas színész († 1971)
- 1899 – Bleier Lili zongorista, hárfás, sanzonénekesnő († 1939)
- 1906 – Kontraszty László magyar festőművész († 1994)
- 1906 – Mauri Rose (Maurice Rose) amerikai autóversenyző († 1981)
- 1907 – John Wayne Oscar-díjas amerikai színész († 1979)
- 1908 – Robert Morley angol színész, filmszínész († 1992)
- 1909 – Sir Matt Busby a Manchester United FC legendás edzője († 1994)
- 1912 – Kádár János kommunista vezető, belügyminiszter, miniszterelnök, az MSZMP főtitkára († 1989)
- 1912 – Gyurkó Lajos magyar kommunista tábornok, az 1956-os forradalom során több, civilek elleni tűzparancs felelőse († 1979)
- 1913 – Peter Cushing angol színész († 1994)
- 1916 – Bángyörgyi Károly Jászai Mari-díjas magyar színész († 1980)
- 1917 – Szörényi Éva (szül. Schwáb Elvira) magyar színésznő, Kossuth-díjas, érdemes és kiváló művész († 2009)
- 1920 – Tóth Eszter magyar író, költő († 2001)
- 1921 – Gedő Ilka magyar festőművész, grafikus († 1985)
- 1921 – Bárdy György Jászai Mari-díjas magyar színész, érdemes és kiváló művész († 2013)
- 1923 – Horst Tappert német színész, Derrick alakítója († 2008)
- 1926 – Miles Davis amerikai zenész, trombitás, zeneszerző († 1991)
- 1938 – Peter Westbury brit autóversenyző († 2015)
- 1940 – Demjén Gyöngyvér Jászai Mari-díjas magyar színésznő († 2019)
- 1944 – Sam Posey (Samuel Posey) amerikai autóversenyző
- 1944 – Székely Gábor Kossuth-díjas rendező, a Budapesti Katona József Színház alapító tagja
- 1947 – Benedek Katalin, folklorista
- 1948 – Gálvölgyi János Kossuth-díjas magyar színész, parodista, érdemes művész
- 1948 – Stevie Nicks amerikai énekesnő-dalszerző
- 1948 – Tarlós István magyar mélyépítő mérnök, Budapest főpolgármestere (2010–2019)
- 1959 – Kőrösi Csaba magyar színész
- 1962 – Kalapács József magyar rocker, metál énekes
- 1962 – Black (Colin Vearncombe) brit énekes, legismertebb slágere a Wonderful Life († 2016)
- 1964 – Tobias Künzel a Die Prinzen nevű német együttes frontembere és billentyűse
- 1966 – Helena Bonham Carter Oscar-díjas angol színésznő
- 1971 – Matt Stone a „South Park” című tévésorozat egyik készítője
- 1973 – Magdalena Kožená cseh operanénekesnő (mezzoszoprán)
- 1977 – Luca Toni olasz válogatott labdarúgó
- 1987 – Demir Atasoy török úszó
- 1988 – Heidum Bernadett magyar gyorskorcsolyázó
- 1989 – Kenderes Csaba magyar színész
- 1990 – Ryan Napoleon ausztrál úszó
- 1990 – Matthieu Rosset francia műugró

## Halálozások
- 1421 – I. Mehmed az Oszmán Birodalom negyedik szultánja
- 1512 – II. Bajazid az Oszmán Birodalom nyolcadik szultánja; valószínűleg I. Szelim mérgeztette meg (* 1448)
- 1707 – Madame de Montespan márkiné (sz. Françoise Athénaïs de Rochechouart), XIV. Lajos francia király szeretője (* 1640)
- 1762 – Alexander Gottlieb Baumgarten német filozófus volt, az esztétika tudományának úttörője (* 1714)
- 1818 – Mihail Bogdanovics Barclay de Tolly orosz marsall, cári hadvezér (* 1761)
- 1876 – František Palacký cseh író, történész, politikus (* 1798)
- 1898 – Eduard Albert Bielz erdélyi szász természettudós, történész, statisztikus, a Magyar Tudományos Akadémia levelező tagja (* 1827)
- 1903 – Marcel Renault francia gyáriparos, autóversenyző (* 1872)
- 1919 – Gozsdu Elek író, ügyvéd (* 1849)
- 1922 – Ernest Solvay belga kémikus, iparos és politikus (* 1838)
- 1952 – Karafiáth Jenő magyar politikus, miniszter, Budapest főpolgármestere (* 1883)
- 1955 – Alberto Ascari olasz autóversenyző, a Formula–1 kétszeres világbajnoka (1952, 1953) (* 1918)
- 1966 – Tamási Áron Kossuth-díjas erdélyi magyar író, az MTA tagja (* 1897)
- 1969 – Paul Hawkins (Robert Paul Hawkins) ausztrál autóversenyző (* 1937)
- 1974 – Silvio Moser svájci autóversenyző (* 1941)
- 1976 – Martin Heidegger német filozófus (* 1889)
- 1980 – Szapáry Erzsébet embermentő, a Világ Igaza (* 1902)
- 1987 – Major Ákos jogász, hadbíró (* 1908)
- 1993 – Makrisz Agamemnon (Memos Makris, Αγαμέμνων Μακρής, Μέμος Μακρής) görög származású magyar szobrászművész (*1913)
- 2001 – Vittorio Brambilla olasz autóversenyző (* 1937)
- 2002 – Orbán Ottó Kossuth-díjas magyar költő (* 1936)
- 2008 – Sydney Pollack Oscar-díjas amerikai filmrendező, producer, színész (* 1934)
- 2017 – Zbigniew Brzezinski, amerikai nemzetbiztonsági tanácsadó (* 1928)
- 2020 – Nagy Enikő, erdélyi iparművész (* 1935)
- 2020 – Diószegi István, magyar történész (* 1930)
- 2022 – Ray Liotta, amerikai színész (* 1954)
- 2022 – Andrew Fletcher, angol zenész, billentyűs (Depeche Mode) (* 1961)
- 2023 – Szegedi Erika, Jászai Mari-díjas magyar színésznő, érdemes és kiváló művész (* 1942)

## Nemzeti ünnepek, évfordulók, események
- Grúz Köztársaság: a függetlenség napja, 1918.
- Guyana: a függetlenség napja, 1966.
- Ausztrália: Nemzeti bocsánatkérés napja